# Шуричи
Шуричи (бел. Шурычы) — деревня в Свислочском районе Гродненской области, Белоруссии. Располагается в северной части Беловежской пущи. Входит в состав Новодворского сельсовета.

## Топоним
Шуры — так в данной местности называют стрижей. Исследователи предполагают, что наименование деревни произошло от названия этой птицы, которой когда-то в этой местности было очень много.

## История
Первое упоминание о деревне датируется 1897 годом. Тогда населённый пункт находился на территории Боярской области. Здесь насчитывалось 63 двора и проживало 517 человек. В 1905 году уже насчитывалось 530 человек.
С января 1940 года деревня стала центром Шуричского сельсовета в Порозовском районе, с 1954 — Крапивницкого сельсовета, с 1960 — деревня в составе Свислочского района. Сегодня Шуричи в составе Новодворского сельсовета. На 2009 год здесь было зарегистрировано 103 жителя, а на 2019 год 70, из которых 21 — трудового возраста, 47 — пенсионера, и двое детей.

### Великая Отечественная война
С первых дней Великой Отечественной войны деревня находилась под немецко-фашистской оккупацией. По рассказам местных жителей, когда немцы отступали, односельчане очень боялись, что оккупанты заберут с собой всех коров (около ста), поэтому согнали их за болото, в непроходимый лес. А в деревне осталось человек десять. «Чтобы хаты не сожгли, оставшиеся односельчане „откупились“ от немцев, собрав им в корзинку яиц и масла», — вспоминает Антон Францевич Демянчик, который родился в Шуричах и застал период оккупации.

## Инфраструктура
В деревне функционирует приходской костёл св. Максимилиана Кольбе, который был освещён 28 июня 1998 года.

## Известные уроженцы
16 ноября 1888 года в Шуричах (по другим данным в Порозово) родился Винцент Годлевский — католический священник, публицист и один из крупнейших политических деятелей Западной Беларуси 1930-х годов.